# دار ملح (المحويت)

تعديل مصدري - تعديل

دارملح هي إحدى قرى عزلة بلاد غيل بمديرية المحويت التابعة لمحافظة المحويت، بلغ تعداد سكانها 165 نسمة حسب تعداد اليمن لعام 2004.